# Друзья и годы
«Друзья и годы» — художественный фильм режиссёра Виктора Соколова.

## Сюжет
Экранизация популярной в 1960-х годах пьесы Леонида Зорина о людях одного поколения, на судьбах которых очень по-разному отразились наиболее важные этапы жизни Страны Советов в период с 1930-х годов по 1960-е годы.
Август 1934 года в неназванном приморском городе (в фильме натурой выступила Феодосия) трое молодых людей (Владимир, Юрий и Григорий) влюблены в одну девушку Татьяну и три девушки (Надя, Татьяна, Людмила) симпатизируют одному молодому человеку - Юрию.

## Цензура и значение
Фильм вызвал официальное неприятие и подвергся купюрам при выходе в прокат, но кинематографисты и зрители оценили фильм, его новаторские стороны: полифоническое ведение диалога, необычный монтаж. Алексей Герман, перефразировав известное изречение о том, что все русские писатели вышли из рукава гоголевской «Шинели», заявил, что кинематографисты — из картины «Друзья и годы».

Сила картины в том, что она вся построена на парадоксальных ходах, так же как это происходит в жизни. Так, в картине один друг предаёт другого, и все-таки вызревает идея, что дружба существует! […]
Важно, что картина не замыкается на контексте времени, история впитана в героев. Это искренний документ времени.

Я не снял ни одного кадра без влюблённости в Родину.— режиссёр Виктор Соколов, «Это было недавно, это было давно» (записала Елена Петрова) // Кадр. 1991. № 6

## В ролях
- Александр Граве — Владимир Платов
- Наталья Величко — Люда
- Юрий Яковлев — Юрий Державин
- Зиновий Высоковский — Гриша Костанецкий
- Нина Веселовская — Таня
- Олег Анофриев — Вадим Лялин
- Владимир Кенигсон — Семен Назарович Куканов
- Наталья Антонова — Надя
- Иван Кудрявцев — Печерский, отец Людмилы.
- Павел Борискин — Андрей
- Софья Пилявская — мать Григория
- Вячеслав Невинный — Игорь
- Валентина Чемберг — проводница